# Жінка Кентавра
Жінка Кентавра (ісп. La querida del Centauro) — американський телесеріал 2016 року в жанрі драми, трилеру та створений компаніями Telemundo Studios, Sony Pictures Television, International Teleset. У головних ролях — Умберто Суріта, Людвіка Палета, Мішель Браун, Александра де ла Мора, Ірен Азуела, Сандра Ечеверрія.
Перша серія вийшла в ефір 12 січня 2016 року.
Серіал має 2 сезони. Завершився 141-м епізодом, який вийшов в ефір 24 липня 2017 року.
Режисер серіалу — Маурісіо Крус, Родріго Угальде Де Хане, Хав'єр Солар, сценаристи — Жак Боннавен, Марсела Родрігес, Маргарита Лондоно.

## Сюжет

### Сезон 1 (2016)
Перший сезон розповідає про життя Йоланди, привабливої та розумної ув'язненої, яка стає коханкою одного з найвідоміших наркоторговців Мексики Бенедиктіно Гарсіа на псевдонім «Кентавра». Ці стосунки нададуть Йоланді велику силу у в'язниці, та стануть її найгіршим кошмаром на волі.

### Сезон 2 (2017)
Другий сезон розповідає про помсту Кентавра Йоланді та Герардо — детектив, який намагався притягнути Кентавра до відповідальності.
Після двох років втечі від влади, втомившись від постійних переслідувань поліції та кривавої війни між його картелем і суперниками, Кентавр інсценував свою смерть разом зі своїм сином.
Дізнавшись новини про ймовірну смерть, Йоланда та її донька Крістіна, а також Герардо та його прийомний син Гато встигають повернутися до Мексики з Канади, де вони жили за програмою захисту свідків.

## Сезони
| Сезон | Епізоди | Епізоди | Оригінальний показ | Оригінальний показ | Оригінальний показ |
| Сезон | Епізоди | Епізоди | Перший показ       | Останній показ     | Мережа             |
| ----- | ------- | ------- | ------------------ | ------------------ | ------------------ |
| 1     | 51      | 51      | 12 січня 2016      | 23 березня 2016    | Telemundo          |
| 2     | 90      | 90      | 2 травня 2017      | 24 липня 2017      | Telemundo          |

## Актори та ролі

### У головних ролях
| Актор                 | Роль                         |
| --------------------- | ---------------------------- |
| Умберто Суріта        | Бенедиктіно Суарес / Кентавр |
| Людвіка Палета        | Йоланда Акоста               |
| Мішель Браун          | Герардо Дуарте               |
| Александра де ла Мора | Хулія Пенья                  |
| Ірен Азуела           | Таня Муньос                  |
| Сандра Ечеверрія      | Ана Веласко                  |

### Постійні та спеціальні гості
| Актор               | Роль                           |
| ------------------- | ------------------------------ |
| Андреа Марті        | Бібіана Таборда                |
| Рікардо Поланко     | Рафаель Б'янкіні               |
| Енок Леаньо         | Пауліно Атенсіо / Ель Сірухано |
| Кармен Дельгадо     | Домінга                        |
| Пабло Абітія        | Вісенте Гаррідо                |
| Ігнасіо Ґвадалупе   | комісар Мануель Сальгадо       |
| Кармен Мадрид       | Маріела Акоста                 |
| Гектор Холтен       | Отоніель Морілло               |
| Мішель Шове         | Еміліо Кобос                   |
| Аранца Руїс         | Крістіна Акоста                |
| Бланко Тапіа        | Марко Агілара                  |
| Куавтлі Хіменес     | Ігнасіо «Начо» Атенсіо         |
| Андрес Монтьєль     | Фелікс Авіла                   |
| Хайме Дель Агіла    | Луїс «Лучо»                    |
| Іньякі Годой        | Гато                           |
| Вадхір Дербес       | Сезар Суарес                   |
| Моніка Діонн        | Летиція Соліс                  |
| Сальвадор Амайя     | Ісідро Гомес                   |
| Орасіо Гарсія Рохас | Лало Лопес                     |
| Тісок Арройо        | Хав'єр                         |
| Алехандро Касо      | Хуліан Лемус                   |
| Оскар Толедано      | Ніколас Байон                  |
| Рауль Вільєгас      | Мігель Фернандес               |
| Хосе Рамон Берганза | Роман Луна                     |
| Хосе Седек          | Дієго                          |
| Евелін Седеньо      | Маріана Тапіа                  |
| Албі де Абреу       | Локо                           |
| Роберто Телло       | Ліборіо Фернандес              |
| Франсіско Кальвілло | Дуенас                         |
| Джек Дуарте         | Алекс                          |

## Аудиторія
| Сезон | Розклад       | Серії | Перший ефір        | Перший ефір        | Останній ефір        | Останній ефір      | Середня кількість глядачів (мільйони) |
| Сезон | Розклад       | Серії | Дата               | Глядачі (мільйони) | Дата                 | Глядачі (мільйони) | Середня кількість глядачів (мільйони) |
| ----- | ------------- | ----- | ------------------ | ------------------ | -------------------- | ------------------ | ------------------------------------- |
| 1     | 21:00 — 22:00 | 51    | 12 січня 2016 року | 1,85               | 23 березня 2016 року | 1,14               | 2,05                                  |
| 2     | 21:00 — 22:00 | 90    | 2 травня 2017 року | 1,14               | 24 липня 2017 року   | 1,46               | 0,99                                  |

## Рейтинги серій

### Сезон 1 (2016)
| №  | № в сезоні | Оригінальна дата ефіру | Аудиторія (мільйони) |
| -- | ---------- | ---------------------- | -------------------- |
| 1  | 1          | 12 січня 2016          | 1.85                 |
| 2  | 2          | 13 січня 2016          | -                    |
| 3  | 3          | 14 січня 2016          | -                    |
| 4  | 4          | 15 січня 2016          | -                    |
| 5  | 5          | 18 січня 2016          | 1.49                 |
| 6  | 6          | 19 січня 2016          | 1.66                 |
| 7  | 7          | 20 січня 2016          | -                    |
| 8  | 8          | 21 січня 2016          | -                    |
| 9  | 9          | 22 січня 2016          | -                    |
| 10 | 10         | 25 січня 2016          | -                    |
| 11 | 11         | 26 січня 2016          | -                    |
| 12 | 12         | 27 січня 2016          | -                    |
| 13 | 13         | 28 січня 2016          | -                    |
| 14 | 14         | 29 січня 2016          | -                    |
| 15 | 15         | 1 лютого 2016          | -                    |
| 16 | 16         | 2 лютого 2016          | -                    |
| 17 | 17         | 3 лютого 2016          | 1.46                 |
| 18 | 18         | 4 лютого 2016          | -                    |
| 19 | 19         | 5 лютого 2016          | -                    |
| 20 | 20         | 8 лютого 2016          | 1.44                 |
| 21 | 21         | 9 лютого 2016          | -                    |
| 22 | 22         | 10 лютого 2016         | -                    |
| 23 | 23         | 11 лютого 2016         | -                    |
| 24 | 24         | 12 лютого 2016         | -                    |
| 25 | 25         | 15 лютого 2016         | -                    |
| 26 | 26         | 16 лютого 2016         | -                    |
| 27 | 27         | 17 лютого 2016         | -                    |
| 28 | 28         | 18 лютого 2016         | -                    |
| 29 | 29         | 19 лютого 2016         | -                    |
| 30 | 30         | 22 лютого 2016         | -                    |
| 31 | 31         | 23 лютого 2016         | -                    |
| 32 | 32         | 24 лютого 2016         | -                    |
| 33 | 33         | 26 лютого 2016         | -                    |
| 34 | 34         | 29 лютого 2016         | -                    |
| 35 | 35         | 1 березня 2016         | -                    |
| 36 | 36         | 2 березня 2016         | -                    |
| 37 | 37         | 3 березня 2016         | -                    |
| 38 | 38         | 4 березня 2016         | -                    |
| 39 | 39         | 7 березня 2016         | 1.43                 |
| 40 | 40         | 8 березня 2016         | -                    |
| 41 | 41         | 9 березня 2016         | -                    |
| 42 | 42         | 10 березня 2016        | -                    |
| 43 | 43         | 11 березня 2016        | -                    |
| 44 | 44         | 14 березня 2016        | -                    |
| 45 | 45         | 15 березня 2016        | -                    |
| 46 | 46         | 16 березня 2016        | -                    |
| 47 | 47         | 17 березня 2016        | -                    |
| 48 | 48         | 18 березня 2016        | -                    |
| 49 | 49         | 21 березня 2016        | -                    |
| 50 | 50         | 22 березня 2016        | -                    |
| 51 | 51         | 23 березня 2016        | 1.14                 |

### Сезон 2 (2017)
| №   | № в сезоні | Оригінальна дата ефіру | Аудиторія (мільйони) |
| --- | ---------- | ---------------------- | -------------------- |
| 52  | 1          | 2 травня 2017          | 1.14                 |
| 53  | 2          | 3 травня 2017          | 1.01                 |
| 54  | 3          | 4 травня 2017          | 0.93                 |
| 55  | 4          | 5 травня 2017          | 0.87                 |
| 56  | 5          | 8 травня 2017          | 0.85                 |
| 57  | 6          | 8 травня 2017          | 1.01                 |
| 58  | 7          | 9 травня 2017          | 0.83                 |
| 59  | 8          | 9 травня 2017          | 0.87                 |
| 60  | 9          | 10 травня 2017         | 0.81                 |
| 61  | 10         | 10 травня 2017         | 0.93                 |
| 62  | 11         | 11 травня 2017         | 0.77                 |
| 63  | 12         | 11 травня 2017         | 0.85                 |
| 64  | 13         | 12 травня 2017         | 0.58                 |
| 65  | 14         | 12 травня 2017         | 0.77                 |
| 66  | 15         | 15 травня 2017         | 0.87                 |
| 67  | 16         | 15 травня 2017         | 0.95                 |
| 68  | 17         | 16 травня 2017         | 0.96                 |
| 69  | 18         | 16 травня 2017         | 1.06                 |
| 70  | 19         | 17 травня 2017         | 0.93                 |
| 71  | 20         | 17 травня 2017         | 1.02                 |
| 72  | 21         | 18 травня 2017         | 0.95                 |
| 73  | 22         | 18 травня 2017         | 0.95                 |
| 74  | 23         | 19 травня 2017         | 0.79                 |
| 75  | 24         | 19 травня 2017         | 0.83                 |
| 76  | 25         | 22 травня 2017         | 0.90                 |
| 77  | 26         | 22 травня 2017         | 0.93                 |
| 78  | 27         | 23 травня 2017         | 0.81                 |
| 79  | 28         | 23 травня 2017         | 0.94                 |
| 80  | 29         | 24 травня 2017         | 0.83                 |
| 81  | 30         | 24 травня 2017         | 0.91                 |
| 82  | 31         | 25 травня 2017         | 0.89                 |
| 83  | 32         | 25 травня 2017         | 0.92                 |
| 84  | 33         | 26 травня 2017         | 0.85                 |
| 85  | 34         | 26 травня 2017         | 0.94                 |
| 86  | 35         | 29 травня 2017         | 0.97                 |
| 87  | 36         | 29 травня 2017         | 0.91                 |
| 88  | 37         | 30 травня 2017         | 0.96                 |
| 89  | 38         | 30 травня 2017         | 1.04                 |
| 90  | 39         | 31 травня 2017         | 1.06                 |
| 91  | 40         | 31 травня 2017         | 1.05                 |
| 92  | 41         | 1 червня 2017          | 0.93                 |
| 93  | 42         | 1 червня 2017          | 1.02                 |
| 94  | 43         | 2 червня 2017          | 0.77                 |
| 95  | 44         | 2 червня 2017          | 0.81                 |
| 96  | 45         | 5 червня 2017          | 0.83                 |
| 97  | 46         | 5 червня 2017          | 0.95                 |
| 98  | 47         | 6 червня 2017          | 0.94                 |
| 99  | 48         | 6 червня 2017          | 0.98                 |
| 100 | 49         | 7 червня 2017          | 0.92                 |
| 101 | 50         | 7 червня 2017          | 0.88                 |
| 102 | 51         | 8 червня 2017          | 0.99                 |
| 103 | 52         | 8 червня 2017          | 1.08                 |
| 104 | 53         | 9 червня 2017          | 0.81                 |
| 105 | 54         | 9 червня 2017          | 0.94                 |
| 106 | 55         | 12 червня 2017         | 0.98                 |
| 107 | 56         | 12 червня 2017         | 1.08                 |
| 108 | 57         | 13 червня 2017         | 0.94                 |
| 109 | 58         | 13 червня 2017         | 0.95                 |
| 110 | 59         | 14 червня 2017         | 1.03                 |
| 111 | 60         | 14 червня 2017         | 1.09                 |
| 112 | 61         | 15 червня 2017         | 1.01                 |
| 113 | 62         | 15 червня 2017         | 1.09                 |
| 114 | 63         | 16 червня 2017         | 1.04                 |
| 115 | 64         | 16 червня 2017         | 1.17                 |
| 116 | 65         | 19 червня 2017         | 1.14                 |
| 117 | 66         | 19 червня 2017         | 1.13                 |
| 118 | 67         | 21 червня 2017         | 1.24                 |
| 119 | 68         | 22 червня 2017         | 1.38                 |
| 120 | 69         | 23 червня 2017         | 1.06                 |
| 121 | 70         | 26 червня 2017         | 1.19                 |
| 122 | 71         | 27 червня 2017         | 1.19                 |
| 123 | 72         | 28 червня 2017         | 1.28                 |
| 124 | 73         | 29 червня 2017         | 1.17                 |
| 125 | 74         | 30 червня 2017         | 0.98                 |
| 126 | 75         | 3 липня 2017           | 1.06                 |
| 127 | 76         | 4 липня 2017           | 0.83                 |
| 128 | 77         | 5 липня 2017           | 1.18                 |
| 129 | 78         | 6 липня 2017           | 1.13                 |
| 130 | 79         | 7 липня 2017           | 0.99                 |
| 131 | 80         | 10 липня 2017          | 1.06                 |
| 132 | 81         | 11 липня 2017          | 1.03                 |
| 133 | 82         | 12 липня 2017          | 1.27                 |
| 134 | 83         | 13 липня 2017          | 1.13                 |
| 135 | 84         | 14 липня 2017          | 1.09                 |
| 136 | 85         | 17 липня 2017          | 1.14                 |
| 137 | 86         | 18 липня 2017          | 1.24                 |
| 138 | 87         | 19 липня 2017          | 1.19                 |
| 139 | 88         | 20 липня 2017          | 1.28                 |
| 140 | 89         | 21 липня 2017          | 1.18                 |
| 141 | 90         | 24 липня 2017          | 1.46                 |

## Нагороди та номінації
| Рік  | Нагорода                | Категорія                | Номінанти                    | Результат |
| ---- | ----------------------- | ------------------------ | ---------------------------- | --------- |
| 2016 | Premios Tu Mundo        | Головний герой           | Умберто Суріта               | Номінація |
| 2016 | Premios Tu Mundo        | Головний герой           | Мішель Браун                 | Номінація |
| 2016 | Premios Tu Mundo        | Головна героїня          | Людвіка Палета               | Номінація |
| 2016 | Premios Tu Mundo        | Злодійка                 | Александра де ла Мора        | Номінація |
| 2016 | Premios Tu Mundo        | Злодійка                 | Кармен Мадрид                | Номінація |
| 2016 | Premios Tu Mundo        | Улюблена акторка         | Андреа Марті                 | Номінація |
| 2016 | Premios Tu Mundo        | Улюблений актор          | Рікардо Поланко              | Номінація |
| 2016 | Premios Tu Mundo        | Новачок року             | Аранца Руїс                  | Номінація |
| 2016 | Premios Tu Mundo        | Ідеальна пара            | Мішель Браун, Людвіка Палета | Номінація |
| 2016 | Premios Tu Mundo        | Невдалий герой           | Людвіка Палета               | Номінація |
| 2016 | Premios Tu Mundo        | Серіал року              | Жінка Кентавра               | Номінація |
| 2016 | TV Adicto Golden Awards | Кращий актор нарконовели | Умберто Суріта               | Перемога  |
| 2017 | Premios Tu Mundo        | Серіал року              | Жінка Кентавра               | Номінація |
| 2017 | Premios Tu Mundo        | Головний герой           | Мішель Браун                 | Номінація |
| 2017 | Premios Tu Mundo        | Злодій                   | Умберто Суріта               | Номінація |
| 2017 | Premios Tu Mundo        | Головна героїня          | Людвіка Палета               | Номінація |